# Soul Blazer
Soul Blazer (ソウルブレイダー? Soul Blader) è un videogioco di ruolo per il Super Nintendo Entertainment System sviluppato dalla Quintet e prodotto dalla Enix uscito nel 1992 in Giappone e Nord America e nel 1994 in Europa.
Soul Blazer ha prodotto due seguiti: Illusion of Gaia e Terranigma.

## Trama
L'Antefatto della storia riguarda un Re ("King Magridd") di un Impero chiamato Freil Empire, che ha stretto un patto con un'entità malvagia chiamata "Deathtoll" ("Dark Gaia" nella versione giapponese).
Dark Gaia ("Gaia Oscura") ha offerto all'avido Re un pezzo d'oro per ogni anima del suo regno. Il risultato di questo insensato patto, è stato la devastazione delle città e delle regioni, ogni essere vivente è stato catturato, e il mondo è diventato una landa desolata. Dark Gaia, che risiede nel World of Evil ("Mondo del Male") è il Boss finale del gioco. Per aprire il World of Evil l'Eroe ("Eiyuu"), una Divinità Minore o un Angelo Divino mandato come un Avatar dalla Divinità Suprema chiamata The Master ("Il Maestro"), deve impossessarsi di sei pietre in questo ordine: Pietra Marrone, Pietra Verde, Pietra Blu, Pietra Argentea, Pietra Purpurea, e Pietra Nera. Nel suo percorso verso lo scontro finale con Dark Gaia l'Eroe libererà le varie anime e le terre del mondo.

## Modalità di gioco
Il giocatore assume il ruolo di una Divinità salvatrice che libera una serie di città e regioni combattendo i nemici in battaglie tradizionali, come avviene in molti GdR, all'interno dei dungeon. Il giocatore libera le città e le regioni mano a mano che procede nell'uccisione dei nemici nei vari dungeon o monster lair; ogni volta che il giocatore uccide un gruppo di mostri che risiede in un antro, un'anima appartenente a un abitante della città è liberata, e si reincarna nel suo corpo corrispondente. L'anima può essere appartenente sia a un essere umano, sia a qualunque essere da un delfino a un tulipano. Gli abitanti liberati della città, sia umani che non umani, danno al giocatore consigli e oggetti. Quando il giocatore sconfigge il mostro che imprigiona l'anima del capo della città (che di solito è un mostro potente, il capo dei mostri), la città è completamente liberata e il giocatore può proseguire.
Nel livello finale del gioco, a differenza dei precedenti, non c'è alcuna città corrispondente, ed è composto da solo tre sezioni prima della battaglia finale.
Soul Blazer non è mai stato tradotto in italiano, di conseguenza le traduzioni italiane qui riportate sono solo esplicative e non ufficiali.

### Anime
- Soul of Magician (Anima del Mago): Serve per potere usare tutte le magie sotto riportate. Alcune di esse si svilupperanno nella direzione in cui guarda l'Eroe.
- Soul of Light (Anima della Luce): Crea una area illuminata intorno ad Eiyuu, rendendo più facile l'attraversamento delle aree buie, la sua area è limitata.
- Soul of Shield (Anima dello Scudo): Rende immune ai danni provocati da alcune zone pericolose.
- Soul of Detection (Anima della Rivelazione): Rivela nemici invisibili all'interno del suo raggio d'azione.
- Soul of Reality (Anima della Realtà): Simile alla Soul of Detection, ma questa rende possibile la vista di passaggi invisibili.

### Magia
- Fireball (Palla di Fuoco): Spara una singola Palla di Fuoco nella direzione verso cui è rivolto Eiyuu.
- Light Arrow (Freccia di Luce): Spara quattro Frecce di Luce, una per ogni direzione cardinale.
- Magic Flair (Fiamma Magica): Causa un anello di potenza che causa un'esplosione quando si rilascia il bottone.
- Rotator (Rotatore): La Sfera di Energia ruota velocemente intorno ad Eiyuu, danneggiando i nemici vicini.
- Fire Pillar (Pilastro di Fuoco): Tre Colonne di Fuoco sono piazzate ad intervalli intorno ad Eiyuu, dissolvendosi dopo pochi secondi.
- Spark Bomb (Bomba di Scintille): Tre esplosivi sono piazzati ad intervalli, detonando dopo poco.
- Tornado: Crea un ciclone presso la posizione del globo animico che viaggia a caso per lo schermo, destruggendo ogni cosa sul suo passaggio.
- Phoenix (Fenice): Inutilizzabile fino a che Eiyuu non è equipaggiato con la Soul Blade e il Soul Armor; una volta equipaggiati insieme, i fendenti della spada sparano uccelli infuocati (Fenici) come proiettili.

## Personaggi principali
- Eiyuu ("Eroe"): Il personaggio del giocatore, è una Divinità Minore o un Angelo Divino inviato nel mondo come un Avatar da The Master la Divinità Suprema per riportare tutti gli esseri alla vita.

Eiyuu è equipaggiato con la Sword of Life ("Spada della Vita") e possiede l'abilità di parlare con ogni essere vivente, le anime liberate forniranno aiuto con consigli ed oggetti nel corso dell'avventura. In Illusion of Gaia, Eiyuu è menzionato come The Blazer dal boss segreto, Solid Arm.
- The Master ("Il Maestro"): La Divinità Suprema, gli esseri umani vicini alla morte spesso dicono di sentire Il Maestro chiamarli. Nel contesto del gioco, esso trasporta Eiyuu attraverso le regioni del mondo, i suoi Templi servono da save point del gioco e come luogo per recuperare completamente l'energia vitale di Eiyuu.
- Dr. Leo: Creatore, costretto, del macchinario col quale Re Magridd può evocare Dark Gaia e fare un patto con essa. Egli ha anche creato una serie di dipinti e modelli così realistici che uno può essere risucchiato in essi toccandoli.
- Lisa: Figlia del Dr. Leo e una residente di Grass Valley, vive sola in una casa alla periferia della città. Quando Eiyuu la salva, ella nutre grande riconoscenza per lui, gratitudine che gradualmente si trasforma in amore.
- Turbo il cane, Lue il delfino, Nome la lumaca, e Marie la bambola: Gli animali del Dr. Leo e di Lisa.
- King Magridd ("Re Magridd"): Non così malvagio quanto piuttosto fuorviato dalla sua smania di potere e ricchezza e da chi gli sta intorno, il Re è facilmente influenzato e messo sotto pressione, vive un conflitto interno a causa delle proprie ambizioni, e questa insoddisfazione lo porta a costringere il Dr. Leo a progettare un macchinario per evocare Dark Gaia portando alla caduta del Mondo, incluso sé stesso.
- Queen Magridd ("Regina Magridd"): Sedotta dal potenziale nascosto delle qualità del Dr. Leo, la Regina è la più fervente sostenitrice del marito per il patto con Dark Gaia. Lei è squilibrata e non ha fatto nulla per fermare la tragedia che ha portato alla devastazione del Mondo.

## Colonna sonora
La colonna sonora del gioco è stata composta da Yukihide Takekawa. È stata pubblicata in Giappone dall'etichetta Apollon il 21 febbraio 1992.

## Accoglienza
Quintet ha riportato che Soul Blazer ha venduto 200 000 copie in Giappone, 70 000 copie in Nord America, e 25 000 copie in Europa, arrivando a 295 000 cartucce vendute in tutto il mondo.
Al momento dell'uscita, i quattro recensori della rivista Famitsū hanno dato un punteggio di 32/40. La rivista Game Informer ha recensito il gioco nel 1992, con i suoi tre recensori che hanno dato come punteggi 8.5, 8.75 e 8.5 su 10. I due recensori di GameFan hanno dato come punteggi 95% e 92%. I quattro recensori di Electronic Gaming Monthly hanno dato i punteggi 8, 9, 8 e 8 su 10, e hanno premiato il gioco con il premio Editor's Choice Gold Award. Loro lo hanno paragonato a The Legend of Zelda: A Link to the Past, con uno dei recensori che ha affermato che Soul Blazer è ugualmente sfidante, e in effetti più divertente da giocare. La rivista Dragon ha dato un punteggio di 3 su 5.